# Carl von Noorden
Carl Friedrich Johann von Noorden, född 11 september 1833 i Bonn, död 25 december 1883 i Leipzig, var en tysk historiker; far till medicinaren Carl von Noorden. 
Noorden var lärjunge till Leopold von Ranke och Heinrich von Sybel. Han anställdes som professor i historia efter vartannat vid universiteten i Greifswald (1868), Marburg (1870), Tübingen (1873), Bonn (1876) och Leipzig (1877). 
Utöver nedanstående skrifter kan nämnas Noordens uppsatser över Storbritanniens historia, införda i Heinrich von Sybels "Historische Zeitschrift". De Historische Vorträge med vilka Noorden lockade många åhörare i åtskilliga tyska städer, utgavs 1884 av Wilhelm Maurenbrecher.